# София Прекрасная: История принцессы
«София Прекрасная. История принцессы» (англ. «Sofia the First. Once Upon a Princess») — полнометражный компьютерный анимационный фильм, снятый студией Уолт Дисней в 2012 году.
У фильма есть сиквел: анимационный сериал «София Прекрасная», состоящий из 4 сезонов, и 110 серий.

## Сюжет
Много лет тому назад в сказочном королевстве Волшебния жила-была маленькая девочка по имени София. София вела простую жизнь, работала в деревенской обувной лавке со своей мамой Мирандой. Однажды король Роланд II призвал их в свой замок, ему понадобилась новая пара королевских тапочек. София с мамой прибыли в замок, София так волновалась перед встречей. Миранда надела тапочку на ногу короля, и она пришлась королю по душе, как и башмачница. Вскоре король Роланд и Миранда поженились. После этого у Софии начинается новая королевская жизнь. Теперь она должна стать принцессой, но перед этим нужно многому научиться, ведь король Роланд устроил бал в честь её королевского дебюта, где София не должна ударить в грязь лицом. Справится ли она, и как её воспримут другие члены королевской семьи?
София знакомится с детьми короля — принцем Джеймсом и принцессой Эмбер, королевскими близнецами, также она узнаёт, что у них есть придворный маг Седрик и мажордом-церемониймейстер Бэйливик. Поначалу простой деревенской девочке сложно привыкнуть к королевской жизни, но потом, хоть и постепенно, она начинает привыкать. В качестве приветственного дара, София получает от короля красивый пурпурный амулет, который оказывается волшебным амулетом Авалора, дарующим ей магические силы, такие как возможность разговаривать с животными и понимать их.
София поступает в Королевскую подготовительную академию, где юные принцы и принцессы со всех государств постигают все необходимые королевские науки, там она знакомится со всеми и многим нравится. Это выводит из себя её сводную сестру Эмбер, которая привыкла привлекать всё внимание к своей персоне. Думая, что её стали любить меньше, Эмбер пытается выставить Софию нелепой перед всеми. Поначалу Эмбер просто обсуждает её с другими принцессами, но вскоре она заставляет Джеймса покатать Софию на волшебных качелях так, что принцессу выкидывает в фонтан, а вскоре на уроке танцев у доктора Попова Эмбер даёт ей туфли-скороходы, из-за которых София не смогла научиться танцевать вальс, который понадобится ей вечером на балу.
В итоге все сильно обижаются на Эмбер, даже её родной брат-близнец Джеймс, который перед началом бала ругает Эмбер за её деяния, отчего та случайно рвёт своё платье, а София, чтобы всё-таки не выглядеть нелепой, приходит к Седрику за танцевальным заклинанием. Вот только Седрик оказывается не таким уж добрым, каким кажется на первый взгляд. Он давно увидел на ней амулет Авалора, подаренный королём Роландом II, и намерен завладеть им, чтобы использовать его силу для захвата власти над королевством. Вместо танцевального заклинания он даёт ей заклинание, которое бы всех усыпило, чтобы получить этот амулет взамен на контрзаклинание. Однако этот глупый колдун, забывая, что заклинание действует также и на него, погружается в крепкий сон.
Теперь София в полном отчаянии, но к счастью помощь приходит откуда не ждали — слеза, пролитая Софией на амулет, призывает к ней Золушку, которая через песню советует ей помириться с Эмбер, которая единственная не была заколдована, потому что не пришла на бал, чувствуя за собой вину. София показывает ей, к чему привело заклинание, а Эмбер, уже давно понявшая свою ошибку, просит у Софии прощения и сёстры примиряются.
Совместными усилиями они проникают в кабинет Седрика и прорвавшись через ворона-фамильяра Седрика, Черноклюва, находят то самое контрзаклинание. После этого, София заштопывает порванное платье Эмбер, а та в свою очередь учит её вальсировать, возвращая должок за сорванный урок танцев. Затем они пробуждают всех ото сна и бал начинается как ни в чём не бывало. Пришедший в себя Седрик, понимая, что его план рухнул, сердито удаляется. София же гордо танцует на балу со своим новым приёмным папой Роландом и тот присваивает ей титул принцессы Софии I, а затем они объединяются с другими членами семьи, и все они, взявшись за руки, продолжают танцевать вместе как единое целое.

## Роли озвучивали
- Ариэль Уинтер — принцесса София
- Дарси Роуз Бирнс — принцесса Эмбер
- Сара Рамирес — королева Миранда
- Трэвис Уиллингэм — король Роланд II
- Тим Ганн — Бэйливик
- Зак Каллисон — принц Джеймс
- Тресс Макнилл — Мэривеза
- Расси Тейлор — Фауна
- Барбара Дириксон — Флора
- Джесс Харнелл — Седрик
- Дженнифер Хейл — Золушка
- Уэйн Брэди — Клевер
- Джим Каммингс — доктор Попов